# DK Production
DK Production er et dansk pornoproduktionsselskab ejet og stiftet af Denice Klarskov. Virksomheden indspiller primært deres film i Danmark, samt Europa, hvor man søger at minimum den ene af de medvirkende er skandinav.
I december 2006 berettede medierne, at landets jobcentre havde blokeret virksomhedens adgang til at oprette stillingsopslag på Jobnet med henvisning til, at annoncerne kunne være stødende.

## Produktion
- Danish Newcummers Vol 1 (2005) og 2 (2006).
- Babes of Denmark Vol 1 (2007).
- Indhold til Denice Klarskovs hjemmeside Clubdenice.dk (2008).